# Park Su-bin
Park Su-bin (hangul: 박수빈; hanja: 朴秀彬; Gwangju, 24 de fevereiro de 1994), mais frequentemente creditada em sua carreira musical apenas como Subin (hangul: 수빈), é uma cantora, compositora e apresentadora de televisão sul-coreana. Realizou sua estreia no cenário musical em 2011 no grupo feminino Dal Shabet. Iniciou sua carreira como solista em maio de 2016 com o single digital My Flower, composto pelos singles "Hate" e "My Flower". No mesmo ano, ela lançou seu primeiro extended play, Our Love.

## Biografia
Subin nasceu em 21 de fevereiro de 1994 em Gwangju, Coreia do Sul. Ela atualmente está cursando atuação na Universidade Konkuk ao lado de sua melhor amiga Hyeri, integrante do grupo Girl's Day.

## Carreira

### 2011–2015 Estreia com Dal Shabet e atividades individuais
Subin realizou sua estreia oficial como integrante do grupo Dal Shabet no dia 3 de janeiro de 2011 com o lançamento do single Supa Dupa Diva. Sua primeira apresentação ao vivo ocorreu no programa musical M Countdown em 6 de janeiro. Subin realizou uma participação especial no drama Dream High como uma estudante da Kirin High School, ao lado de suas colegas de grupo. Ela apareceu no filme Wonderful Radio ao lado de sua colega de grupo Serri como integrantes de um grupo chamado Corby Girls. Em 28 de março de 2011, ela se tornou membro do elenco do programa Koreana Jones e participou apenas de oito episódios. Ela lançou uma OST para o drama Turn Your Head, ao lado da colega de grupo Serri, intitulado God's Quiz 2. A faixa foi lançada em 23 de junho de 2011. Em 13 de julho de 2011, Subin se tornou MC no programa da KBS2, Poker Face Season 2. O programa foi exibido até 11 de setembro e obteve dez episódios onde Subin foi MC ao lado de outras quatro celebridades.

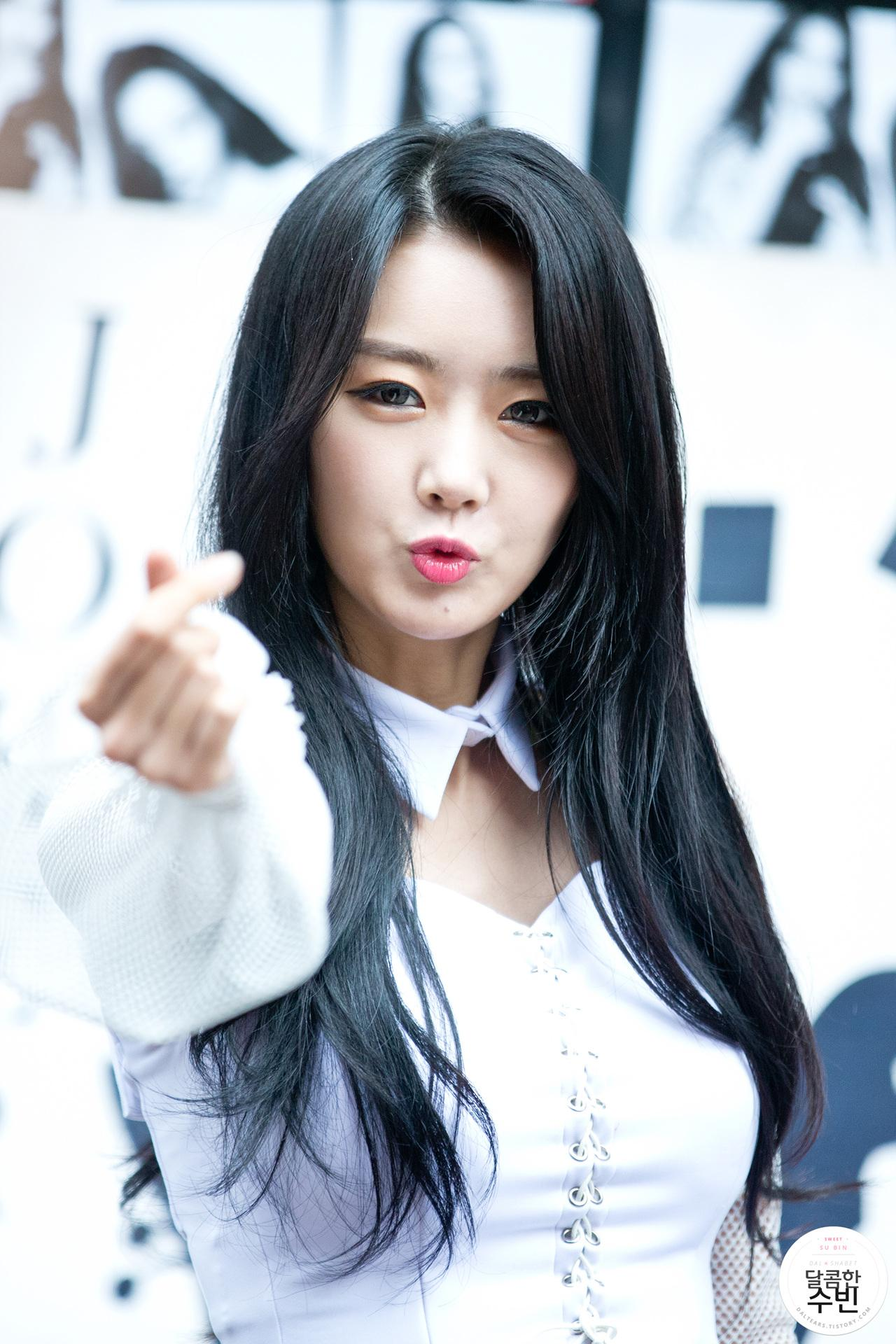
Subin durante uma guerrilha no Myung-dong, em 3 de maio de 2015.

Em 2012, Subin se tornou MC temporária em oito episódios no programa da MTV SBS, Study C ao lado de Mighty Mouth. Mais tarde, ela se juntou ao elenco do drama da MBC Music Storage, ao lado de Yang Hae Eun, Horan e Junyoung do ZEA. O drama foi dividido em oito episódios, exibido entre os dias 13 de outubro e 11 de dezembro. Ela se tornou MC no programa da MBC Talk Talk My Bling. O programa totalizou mais de cem episódios, sendo encerrado em 12 de junho de 2013. Durante a exibição do programa, Subin foi lançada no drama da TVN Find The Fake. Em 25 de dezembro de 2013, ela apareceu no drama da SBS, My Love From The Star.

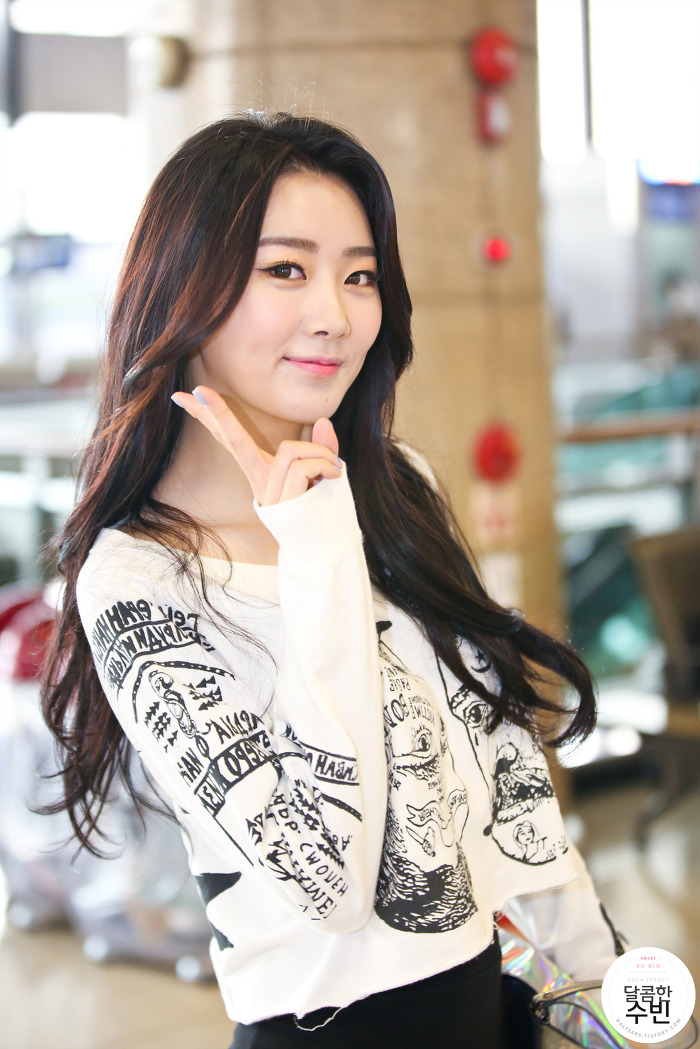
Subin chegando no Aeroporto Internacional de Gimpo, em 8 de agosto de 2015.

Subin trabalhou como compositora ao escrever as letras do single Just Pass By, ao lado de Ilhoon, integrante do grupo BTOB, incluída no sétimo extended play do Dal Shabet Big Baby Baby, lançado em 8 de janeiro de 2014. Em 2 de maio de 2014, Subin se tornou integrante no elenco do programa da MBC 9 TO 6, onde celebridades procuram empregos normais fora da carreira musical. A transmissão sofreu múltiplos cortes e atrasos por conta do acidente de Subin e Naufrágio do Sewol. Subin produziu o oitavo extended play do Dal Shabet, Joker is Alive, lançado em 15 de abril de 2015. Ela também contribuiu como compositora para todas as faixas.

### 2016–presente: Carreira solo
Em 10 de maio de 2016, Subin estreou como artista solo com o lançamento do CD single Flower, composto pelas faixas Hate e Flower. Ambas as faixas foram produzidas e escritas pela própria Subin. Logo depois em 20 de julho, Subin lançou seu primeiro extended play Our Love. Subin forneceu seus vocais para as trilhas sonoras do programa de variedades I Am Movie Director, Too. Em 28 de dezembro de 2016, Subin lançou seu segundo CD single intitulado Moon, Pt. 1, composto pelas faixas Swing e Moon. Pouco depois, em 23 de fevereiro de 2017, Subin lançou seu segundo extended play Circle's Dream. Consiste em quatro faixas, incluindo Circle's Dream e Strawberry.

## Discografia

### Extended plays
- Our Love (2016)
- Circle's Dream (2017)

### Singles
| Título                                               | Ano  | Melhor posição nas paradas | Vendas | Álbum          |
| Título                                               | Ano  | KOR                        | Vendas | Álbum          |
| ---------------------------------------------------- | ---- | -------------------------- | ------ | -------------- |
| "Just Pass By" (ft. Ilhoon do BTOB)                  | 2014 | —                          | —      | B.B.B          |
| "From Head to Toe"                                   | 2016 | —                          | —      | Naturalness    |
| "Hate"                                               | 2016 | —                          | —      | Our Love       |
| "Our Love"                                           | 2016 | —                          | —      | Our Love       |
| "Moon"                                               | 2016 | —                          | —      | Circle's Dream |
| "Circle's Dream"                                     | 2017 | —                          | —      | Circle's Dream |
| "Strawberry"                                         | 2017 | —                          | —      | Circle's Dream |
| "—" denota lançamentos que não entraram nas paradas. |      |                            |        |                |

### Trilhas sonora
| Título                                               | Ano  | Melhor posição nas paradas | Vendas | Album                                |
| Título                                               | Ano  | KOR                        | Vendas | Album                                |
| ---------------------------------------------------- | ---- | -------------------------- | ------ | ------------------------------------ |
| "Turn Your Head"                                     | 2011 | —                          | —      | God's Quiz 2 OST                     |
| "Only Tell Me"                                       | 2014 | —                          | —      | Love & Secret OST                    |
| "Dream" (com Eddy Kim)                               | 2016 | —                          | —      | I Am a Movie Director, Too OST       |
| "Dream (꿈)"                                         | 2016 | —                          | —      | I Am a Movie Director, Too OST       |
| "Update (UP데이트)" (with ATO)                       | 2016 | —                          | —      | I Am a Movie Director, Too OST       |
| "Walkie-Talkie (워키토키)"                           | 2016 | —                          | —      | I Am a Movie Director, Too OST       |
| "Parasol (파라솔)"                                   | 2017 | —                          | —      | Idol Drama Operation Team OST Part 1 |
| "—" denota lançamentos que não entraram nas paradas. |      |                            |        |                                      |

## Filmografia

### Filmes
| Ano  | Título          | Papel                    | Notas                                |
| ---- | --------------- | ------------------------ | ------------------------------------ |
| 2012 | Wonderful Radio | Integrante do Corby Girl | Participação especial com Dal Shabet |

### Programas de televisão
| Ano  | Título                   | Emissora    | Papel            | Notas         |
| ---- | ------------------------ | ----------- | ---------------- | ------------- |
| 2011 | Koreana Jones            | MBC         | Membro do elenco | 8 episódios   |
| 2011 | Poker Face Season 2      | KBS2        | Apresentadora    | 10 episódios  |
| 2012 | Studio C                 | SBS MTV     | Apresentadora    | 8 episódios   |
| 2012 | Music Storage            | MBC         | Apresentadora    | 10 episódios  |
| 2013 | Music Talk Talk Ma Bling | MBC         | Apresentadora    | 117 episódios |
| 2013 | Find The Fake            | tvN         | Membro do elenco | 7 episódios   |
| 2014 | 9 To 6 Season 2          | MBC Every 1 | Membro do elenco | 10 episódios  |